# كريستوفر راندولف
كريستوفر راندولف (بالإنجليزية: Christopher Randolph)‏ هو منافس ألعاب قوى أمريكي، ولد في 25 أبريل 1984.

## وصلات خارجية
- كريستوفر راندولف على موقع الاتحاد الدولي لألعاب القوى (الإنجليزية)